# 迈尔瓦
迈尔瓦（Mairwa），是印度比哈尔邦Siwan县的一个城镇。总人口18696（2001年）。

## 人口
该地2001年总人口18696人，其中男性9834人，女性8862人；0—6岁人口3165人，其中男1621人，女1544人；识字率53.85%，其中男性为64.26%，女性为42.30%。